# Pablo Legasa
Scènes principales
Opéra national de Paris
Pablo Legasa, né le 19 décembre 1996, est un danseur français. Il est depuis 2019 premier danseur du ballet de l'Opéra de Paris.

## Carrière
Legasa commence la danse à six ans, en 2002, puis intègre le Conservatoire à rayonnement régional de Paris (CRR) en 2005. En 2007 il entre à l'École de danse de l'Opéra de Paris.
En 2013, il est engagé dans le corps de ballet ; il devient coryphée en 2016 puis sujet en 2018.
Le 24 décembre 2017, il danse le rôle principal de Basilio dans Don Quichotte, ce qui constitue sa première prise de rôle principal dans un ballet.
Pablo Legasa est nommé premier danseur le 8 novembre 2019. Il s'illustre dans des rôles secondaires prestigieux comme Mercutio dans Roméo et Juliette, l'Idole Dorée dans La Bayadère ou Rothbart dans Le Lac des Cygnes,.

## Collaboration audiovisuelle avec Michel Ocelot
Pablo Legasa a collaboré au travail des animateurs du film Dilili à Paris de Michel Ocelot et notamment à définir la danse de Chocolat. Cela a ensuite donné lieu à une autre collaboration entre Ocelot et Legasa, cette fois-ci en prise de vues réelles, sur le toit de l’Opéra de Paris.

Par extraordinaire, le danseur classique Pablo Legasa a bien voulu montrer aux animateurs de Dilili à Paris comment le personnage Chocolat pouvait danser dans la séquence du bar. Pablo en a fait cent fois plus que ce dont nous avions besoin, et il était mal éclairé, mal filmé. Je me suis dit qu'il fallait de nouveau enregistrer son travail magnifique, cette fois dans des conditions dignes de son art. Au bout de quatre ans, j'ai pu réunir tout ce qu'il fallait pour que cette danse pure s'inscrive dans le ciel de Paris. J'ai ressenti très fort l'intérêt de la vue réelle, d'un individu réel, d'un soleil réel... - Michel Ocelot.